# Антигон II Гоната
Антигон II Гоната (грч. Αντίγονος Β' Γονατάς; 319. п. н. е. -239. п. н. е. ) био је краљ Македоније и успева да коначно учврсти династију Антигонида на челу Македоније. Постао је славан по победи над Галима, који су тада нападали Балкан.

## Младост
Отац му је био Деметрије Полиоркет, који је био син Антигона Великог. Мајка му је била ћерка Антипатра. Деда Антигон је скоро ујединио Александрово царство, али је онда убијен 301. п. н. е. у бици код Ипса, а његове територије су поделили Лизимах, Селеук, Касандар и Птолемеј. Отац Деметрије Полиоркет био је краљ Македоније 295. п. н. е. -288. п. н. е. Селеук је заробио Деметрија Полиоркета, који умире у Селеуковом заробљенуиштву.
Селека убија Птолемеј Кераун, који брзо постаје македонски краљ. Антигон II Гоната је покушао да поврати македонски трон, али Птолемеј Кераун га побеђује у бици.

## Гали
Следи велика инвазија Гала 279. п. н. е., који освајају закратко Македонију и убијају Птолемеја Керауна. Гали после тога нападају Грчку. Антигон II Гоната се бори против Гала, али Етолци побеђују Гале, а 278. п. н. е. их присиљавају да се повуку. Антигон II Гоната наноси Галима одлучујући и тежак пораз 277. п. н. е. крај Хелеспонта. После тога Антигон II Гоната полаже право да буде краљ Македоније. Постаје краљ Македоније 276. п. н. е.

## Рат против Пира
Пир, краљ Епира, водио је Пиров рат против Рима и Картагине. Током тог рата изгубио је подршку грчких градова па тражи Антигона II Гоната, да му помогне, што овај љубазно одбија. После пораза 275. п. н. е. у бици код Беневента Пир се вратио у Грчку. Био му је потребан новац да плати војску од 8.000 пешака и 500 коњаника. Узео је још галске плаћенике, па је напао Македонију. Пир је релативно лако освојио Македонију и поново постао краљ 274. п. н. е. Мноштво Македонаца је дезертирало и пришло Пиру. Антигон II Гоната је успео побећи.
Пир је лако проћердао своју победу. У древној престолници Македоније оставља гарнизон Гала, који су увредили Македонце. Копали су гробове краљева Македоније, остављали расуте кости у потрази са златом. Пир такође није докрајчио непријатеља. Оставио их је у обалним градовима.
Пир је имао проблема на Пелопонезу. Антигон је помагао његове противнике. Пир је погинуо при освајању Аргоса 272. п. н. е., па се цела његова војска предала Антигону II Гонату. Антигон II Гоната постаје поново 272. п. н. е. краљ Македоније.

## Хремонидски рат
Хремонидски рат је рат Атине и Спарте против Македонске хегемоније, тачније против Антигонида. Атински политичар Хремонида успева наговорити Атињане да се придруже Спарти 267. п. н. е. и прогласе рат против Антигона II Гоната. Вероватно је био охрабрен од Птолемејског Египта. То је било доба кад су Антигониди и Селеукиди били у добрим односима.
Атина, Спарта и многи грчки полиси крећу у борбу за ослобођење од македонског јарма 266. п. н. е.
Грци су полагали велике наде у помоћ Птолемејида, чија је флота доминирала Егејем. Антигон је опседао Атину, а Спарту је блокирао у коринтском теснацу. Египат је послао флоту да помогне, али та флота није могла да учини ништа значајно. Антигон је држао Атину под опсадом чак и кад је Александар Епирски напао Македонију. Краљ Спарте је покушао пробити блокаду, али је притом погинуо. На крају се Атина предаје 261. п. н. е., а Хремонид и његов брат беже у Египат.

## Против Птолемеја II
Птолемеј II се наставио мешати у грчке послове. То доводи до рата 261. п. н. е. у коме се Антигон  Гоната и Антиох II боре против Птолемеја II.
Под комбинованим нападима Селеукидског краљевства и Антигона, Египат губи многе поседе у Анадолији и Феникији те град Милет, који је држао египатски савезник. Птолемеј склапа мир 255. п. н. е. препуштајући територије Селеукидима и потврђујући Антигонидима првенство у Грчкој.

## Антигон II против Арата
Када је отклонио спољашње претње, Антигон II се почео суочавати са унутрашњим проблемима. Главна опасност је била у грчкој жељи за слободом.
Млади племић Арат је 251. п. н. е. истерао из Сикиона тиранина, који је владао са Антигоновим благословом. Ослободио је људе и придружује се Ахајском савезу.
Антигон је покушао да га придобије новцем уместо војно, па шаље 25 талената злата, али Арат то дели суграђанима. Са тим новцем и новцем од Птолемејида успева да уједини град.
Антигон је у проблемима због нарасле популарности Арата. Јер уз помоћ Птолемејида могао би угрозити његову позицију. Антигон II га зато настоји дискредитирати у очима Птолемеја. Арат успева 243. п. н. е. да заузме стратегијски важан Акрокоринт, који контролише коринтски пролаз.
На ту вест Коринт се буни и руши везе са Антигоном и придружује се Ахајском савезу. Убрзо заузима луку и 25 Антигонових бродова.
То изазива општу побуну против Македонаца, а Арат заузима територију око Атине и Саламину. Заробљене Атињане је послао натраг без откупа, да би изазвао побуну. Македонци су ипак задржали Атину и остатак Грчке.

## Смрт и последице
Умире 239. п. н. е. остављајући краљевство сину Деметрију II .
Антигон II је поделио Грке и владао је њима индиректно помоћу тирана. Тиме је уназадио политички развој код Грка и учинио их лаким пленом за Римљане.

## Породично стабло
|  |                        |  |  |  |  |  |  |  |  |  |  |  |  |  |  |  |
|  | 2. Деметрије Полиоркет |  |  |  |  |  |  |  |  |  |  |  |  |  |  |  |
|  |                        |  |  |  |  |  |  |  |  |  |  |  |  |  |  |  |
|  |                        |  |  |  |  |  |  |  |  |  |  |  |  |  |  |  |
|  | 1. Антигон II Гоната   |  |  |  |  |  |  |  |  |  |  |  |  |  |  |  |
|  |                        |  |  |  |  |  |  |  |  |  |  |  |  |  |  |  |
|  |                        |  |  |  |  |  |  |  |  |  |  |  |  |  |  |  |
|  | 3. Фила                |  |  |  |  |  |  |  |  |  |  |  |  |  |  |  |
|  |                        |  |  |  |  |  |  |  |  |  |  |  |  |  |  |  |
|  |                        |  |  |  |  |  |  |  |  |  |  |  |  |  |  |  |